# Phytocoris aridus
Phytocoris aridus är en insektsart som beskrevs av Stonedahl 1988. Phytocoris aridus ingår i släktet Phytocoris och familjen ängsskinnbaggar. Inga underarter finns listade i Catalogue of Life.